# ماري بار
ماري بار (بالإنجليزية: Mary Parr) هي منافسة ألعاب القوى أيرلندية، ولدت في 1 أكتوبر 1961.

## وصلات خارجية
- ماري بار على موقع أوليمبيديا (الإنجليزية)